# Octavian Bârlea
Octavian Bârlea (n. 5 mai 1913, Mogoș, Alba – d. 5 aprilie 2005, München) a fost un teolog greco-catolic și istoric român, specialist în istorie ecleziastică, fratele folcloristului Ovidiu Bârlea. În perioada comunistă a fost unul din liderii comunității refugiaților români din München. În 1957 a înființat la Roma Societatea Academică Română, pe care a condus-o în calitate de președinte.

## Studiile
Între anii 1927-1930 a fost elev al Liceului Mihai Viteazul din Alba Iulia (în prezent Colegiul Național „Horea, Cloșca și Crișan”).

## Activitatea
A fost directorul secției române a postului Radio Vatican și colaborator la Vocea Americii și Radio Europa Liberă.
Începând cu anul 1978, după asasinarea părintelui Vasile Zăpârțan, a fost principalul preot paroh al Bisericii Unite din München.
A înființat și condus revista Perspective, a misiunii române unite din Republica Federală Germania.

## Lucrări
- De Confessione Orthodoxa Petri Mohilae, Frankfurt am Main 1948;
- Ex historia romena: Ioannes Bob episcopus Fagarasiensis (1783-1830), Freiburg 1951;
- Biserica Română Unită între cele două războaie mondiale, în: Biserica Română Unită, Madrid 1952;
- Icoana și tabloul între Orient și Occident, München 1987;
- Mitropolia Bisericii Române Unite proclamată în 1855 la Blaj, München 1987;
- Arta și evlavia din Bisericile românești, München 1987;
- Spre o nouă față a Bisericii Române Unite, München 1991;
- Tendințe de armonie în România între ortodocși și uniți începând dela primul război mondial până astăzi, München 2001.